# 曹维倩
曹维倩，旅居于英国伯明翰的马来西亚华裔奇幻作家。她凭借短篇小说集《国外烈酒》于2015年并列获得克劳福德奖。